# Aeschynomene heurckeana
Aeschynomene heurckeana là một loài thực vật có hoa trong họ Đậu. Loài này được Baker mô tả khoa học đầu tiên.